# Wyatt Gould
Pour les articles homonymes, voir Gould.
Pas d'image ? Cliquez ici

a Compétitions nationales et continentales officielles uniquement.

Edward Wyatt Gould, né le 18 mai 1879 à Newport et mort le 6 février 1960 à Plymouth, est un joueur gallois de rugby à XV ayant joué dans le club gallois du Newport RFC. Il est également un athlète et participe aux Jeux olympiques d'été de 1908 disputant l'épreuve du 400 mètres haies.

## Biographie
Wyatt Gould naît dans une famille de sportifs à Newport en 1879. Son père, Joseph, quitte Oxford pour rejoindre Newport et travailler dans une fonderie de laiton. Il est lui-même un adepte de sport jouant dans l'équipe locale de cricket. Les cinq frères de Wyatt sont tous des athlètes et de solides joueurs de rugby à XV. Bob est un avant, capitaine de Newport lors de la saison 1886–1887 et qui obtient onze sélections avec le pays de Galles au cours de sa carrière, dont une comme capitaine contre l'Écosse en 1887. Un autre de ses frères, Bert, occupe le poste de centre à trois reprises avec le XV du poireau. Il joue dans l'équipe qui remporte la triple couronne pour la première fois en 1893, en compagnie d'Arthur Gould, le plus connu de la fratrie en raison de son palmarès en équipe nationale et la controverse au sujet de la professionnalisation dont il objet. Au moins un des six frères est présent dans l'équipe de Newport lors des vingt-neuf premières saisons du club. Les deux autres frères prénommés Harry, Gus jouent aussi pour Newport.
Wyatt joue à Newport jusqu'en 1907 et il est capitaine du club gallois en 1905–1906. Il dispute 71 matchs et marque 27 essais, 2 drops, 1 transformation pour son club. Wyatt a également représenté la Grande-Bretagne en 400 mètres haies lors des Jeux olympiques d'été de 1908 à Londres. Il passe le premier tour et est éliminé en demi-finale. Il remporte quatre titres de champion gallois du 120 yards haies (1902, 1903, 1905, 1910).

## Statistiques
Wyatt Gould dispute sept saisons avec le Newport RFC au cours desquelles il joue 71 rencontres et marque 93 points.
| Saison    | Matchs | Points | Essais | Transf. | Drops | Pénal. |
| --------- | ------ | ------ | ------ | ------- | ----- | ------ |
| 1899-1900 | 8      | 4      | -      | 2       | -     | -      |
| 1900-1901 | 2      | -      | -      | -       | -     | -      |
| 1901-1902 | 11     | 15     | 5      | -       | -     | -      |
| 1902-1903 | 32     | 43     | 13     | -       | 1     | -      |
| 1903-1904 | 11     | 19     | 5      | -       | 1     | -      |
| 1905-1906 | 5      | 9      | 3      | -       | -     | -      |
| 1906-1907 | 2      | 3      | 1      | -       | -     | -      |
| Total     | 71     | 93     | 27     | 2       | 2     | -      |